# Stanislav Libenský
Stanislav Libenský (27. března 1921, Sezemice – 24. února 2002, Železný Brod) byl český sklářský výtvarník, sochař, kreslíř, ilustrátor, typograf a pedagog. Se svou spolupracovnicí a později partnerkou Jaroslavou Brychtovou tvořil v oboru skleněné plastiky a významně přispěl k formování vývoje moderního uměleckého skla.

## Životopis

### Studia
Narodil se v malé obci Sezemice u Mnichova Hradiště v rodině kováře. Výrazné výtvarné nadání ho však zavedlo na odlišnou životní dráhu. V letech 1935-1937 studoval na střední uměleckoprůmyslové škole sklářské v Železném Brodu, v letech 1937-1939 pokračoval ve studiu na Střední průmyslové škole sklářské v Novém Boru a roku 1939 nastoupil ke studiu do ateliéru užité malby na tehdy střední Uměleckoprůmyslové škole v Praze do speciálky Jaroslava Holečka. Studium ukončil roku 1944 a pro nedostatek práce se vrátil domů. Po povýšení pražské UMPRUM školy na Vysokou školu uměleckoprůmyslovou tam absolvoval jeden rok studia (1949-1950), v sochařském ateliéru profesora Josefa Kaplického. Vyslyšel pak výzvu československého ministerstva školství a odešel vyučovat sklářské řemeslo a umění na severočeské střední sklářské školy.

### Pedagogické působení v tuzemsku a zahraničí
Po roce 1945 vyučoval postupně na všech sklářských školách. V Novém Boru učil obory vitráží a malby na skle (1945–1954), v železnobrodské škole působil jako pedagog i ředitel (1954–1963) a na Vysoké škole uměleckoprůmyslové v Praze vedl v letech 1963–1987 ateliér skla. Během učitelské práce vychoval Stanislav Libenský stovky žáků, nejenom v Českých zemích , ale i v zahraničí, zejména v USA, kde příležitostně působil na univerzitách v Kentu, Berkeley, Bostonu, Detroitu, na letních školách v Pilchucku (1982–1990), v Corningu a jinde.

### Ocenění

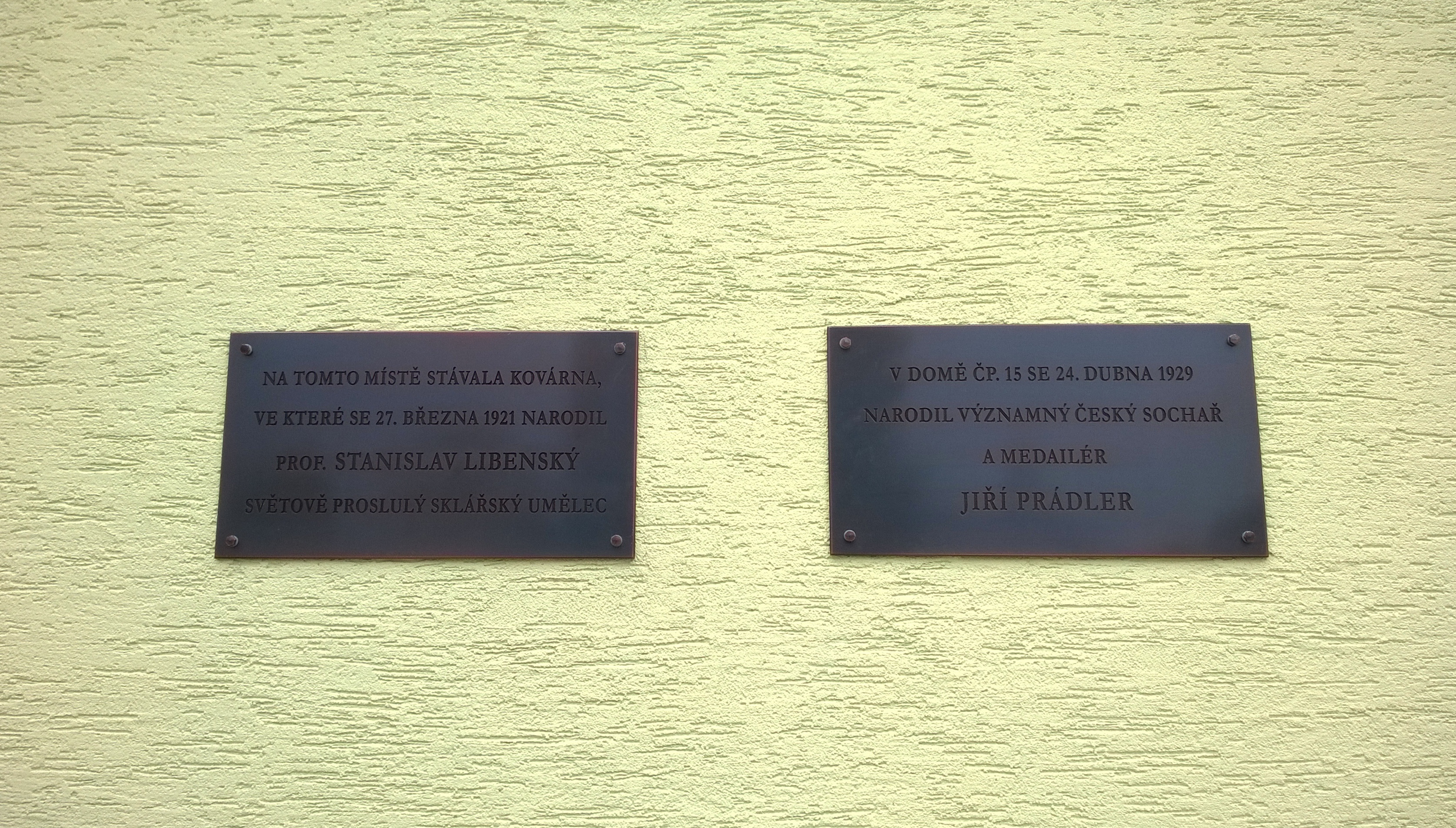
Pamětní deska z roku 2015 (spolu s deskou Jiřího Prádlera)

Jako respektovaný pedagog a výtvarník získal řadu různých cen, např. Herderovu cenu ve Vídni (1975), titul Rytíře řádu umění a písemnictví v Paříži (1989), Bavorskou státní cenu v Mnichově (1967 a 1995), ceny za celoživotní dílo v Seattlu a v New Yorku, byl nositelem čestných zahraničních doktorátů z univerzit v Londýně (Royal College of Art, 1994), Sunderlandu (The University of Sunderland, 1999), Providence (Rhode Island School of Design, 2000). Titul Doctor honoris causa obdržel v roce 2001 rovněž na pražské Vysoké škole uměleckoprůmyslové jako první a dosud jediný pedagog v historii této instituce. Často vystupoval na světových kongresech, přednášel na sklářských konferencích, pracoval v rozmanitých zahraničních porotách a účastnil se četných sympozií. V severočeském regionu stál od roku 1982 u zrodu tradice mezinárodních sklářských sympozií (IGS) v Novém Boru.
- 1967 – Státní cena Klementa Gottwalda
- 1981 – zasloužilý umělec[1]
- 2015 – odhalena pamětní deska v rodných Sezemicích na místě rodného domu

## Dílo

### Průkopnická práce a mezinárodní vliv
Největší věhlas mu však přineslo jeho dílo, především společná tvorba s manželkou Jaroslavou Brychtovou. Od úvodního pracovního setkání v r. 1954 se oba soustředěně věnovali možnostem uměleckého zhodnocení technologie taveného skla. Byli v tomto směru průkopníky, a to jak po stránce technické, tak umělecké. Objevili netušené výtvarné možnosti této technologie, zejména ve využití vnitřního světelného jádra a barevných proměn nestejně silného skla. Kresby St. Libenského se staly pro oba nejenom inspirativním předobrazem pro zamýšlené skleněné objekty, ale zároveň určovaly předpokládané měřítko. Díky umělecké odvaze Stanislava Libenského se první komorní plastiky postupně proměnily v rozměrná díla, která v pravém slova smyslu překvapila svět. Na světové výstavě Expo 58 v Bruselu získali Grand Prix (velká cena) za objekt s barevnými zoomorfními kameny, obdiv statisíců diváků vyvolaly rovněž jejich exponáty při světových výstavách v Montrealu v r. 1967, v Ósace (1970) a na pozdějších akcích tohoto typu. Monumentální realizace přispěly k velkorysému pojetí jejich autorské tvorby, která byla zastoupena na bezpočtu výstav po celém světě. Jejich díla obohatila jako svébytný obor výtvarnou kulturu naší doby a jsou zastoupena v nejprestižnějších zahraničních i domácích muzeích, galeriích či v soukromých sbírkách.

### Spolupráce s architekty
Velice brzy začala rovněž spolupráce Stanislava Libenského a Jaroslavy Brychtové s architekty. Svými výsledky prokázali, že při citlivém uměleckém zpracování souzní tavené sklo působivě s atmosférou jak historické, tak i současné architektury. Z mnoha příkladů lze uvést v tomto ohledu alespoň dvě velice výmluvné a zdánlivě protikladné realizace: na jedné straně sedmimetrová okna v gotické kapli sv. Václava v katedrále sv. Víta v Praze (1964–1968), na druhé straně „roj meteorů“ z taveného křišťálu na betonovém nosném válci avantgardní a vpravdě průkopnické stavby televizního vysílače Ještěd v Liberci (1973–1975) nebo lustr a skleněná plastika v hotelu Praha v Praze–Dejvicích (1980), které byly před demolicí stavby odstrojeny a dosud čekají na nové využití.
Soupis všech Libenského uměleckých prací realizovaných v architektuře je dlouhý a zahrnuje nejen realizace v České republice a v Evropě, ale také ve Spojených státech nebo v Japonsku. Samostatně se Stanislav Libenský zapsal do historie architektury brutalismem výtvarného řešení pláště budovy Nové scény Národního divadla v Praze (1982–1983). Navrhl obložení ze zvukotěsných skleněných tvárnic v originálním pojetí, které proměňuje fasádu ve velkolepou reliéfní mozaiku, zatímco celek budovy dosud budí rozpaky teoretiků. V řadě případů se zabýval také interiérovými doplňky, především světelnými stropy či osvětlovadly, a ojediněle i nápojovým sklem.

### Kresby a návrhy realizací

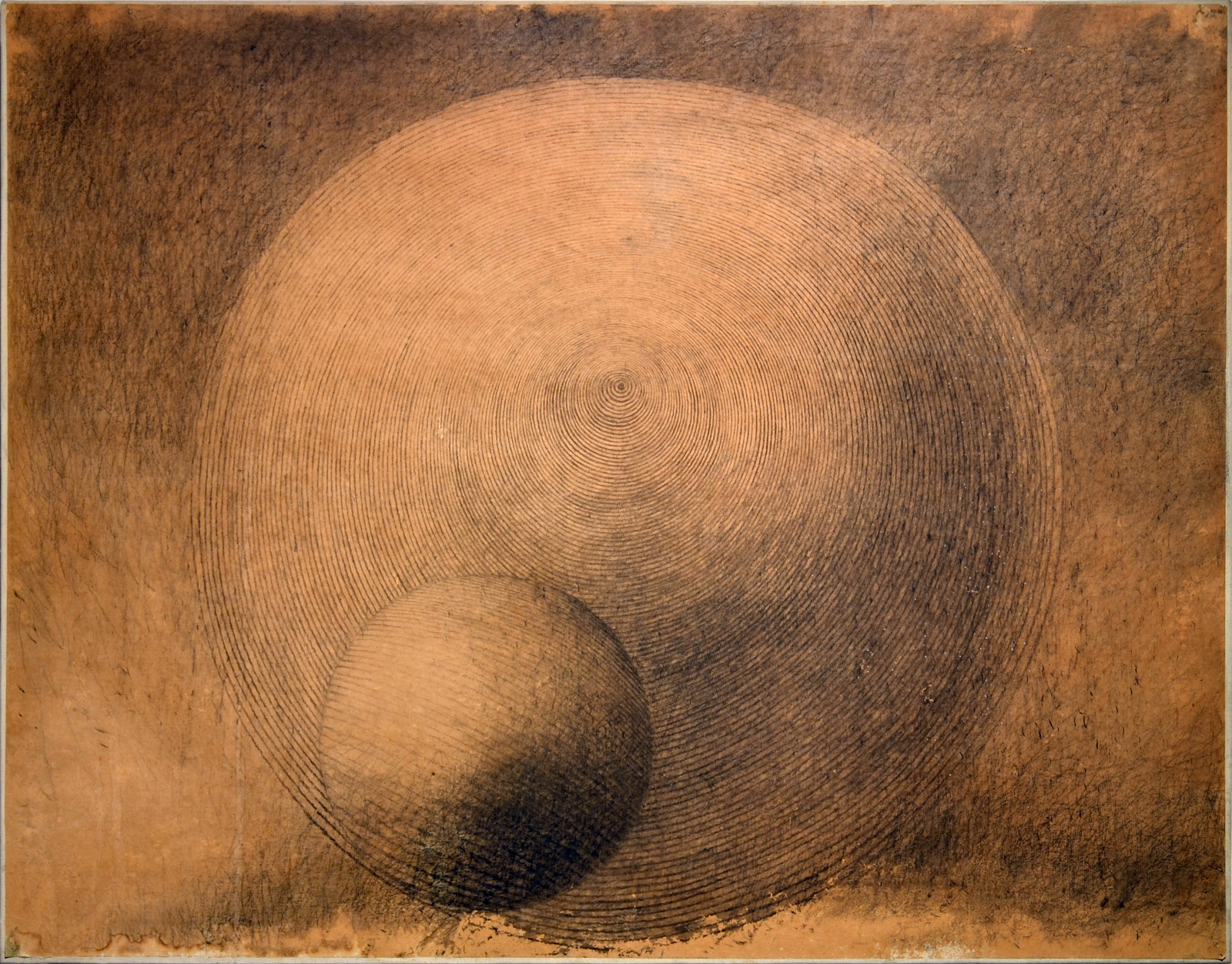
Stanislav Libenský, Kresba, 1960
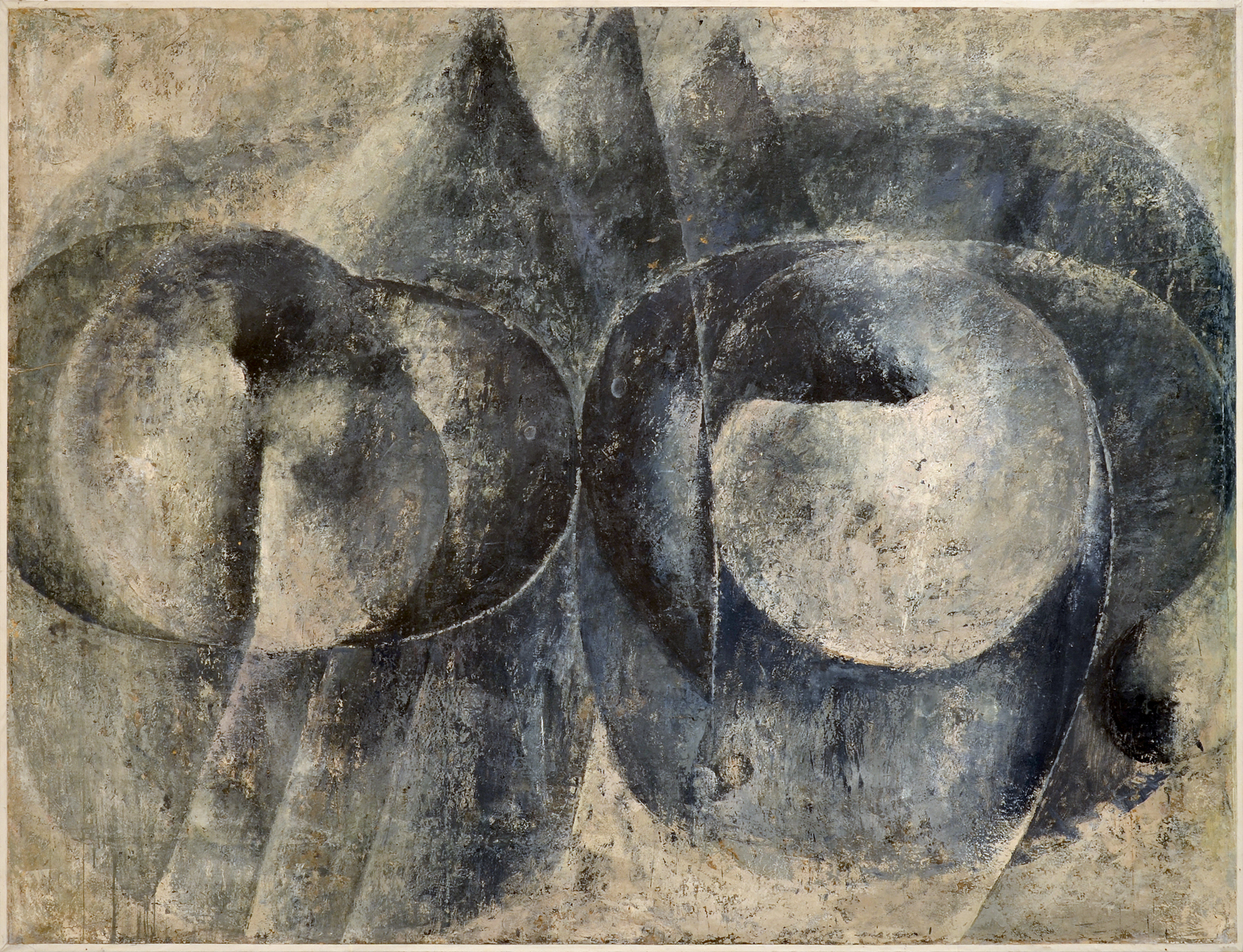
Stanislav Libenský, Kresba, 1964
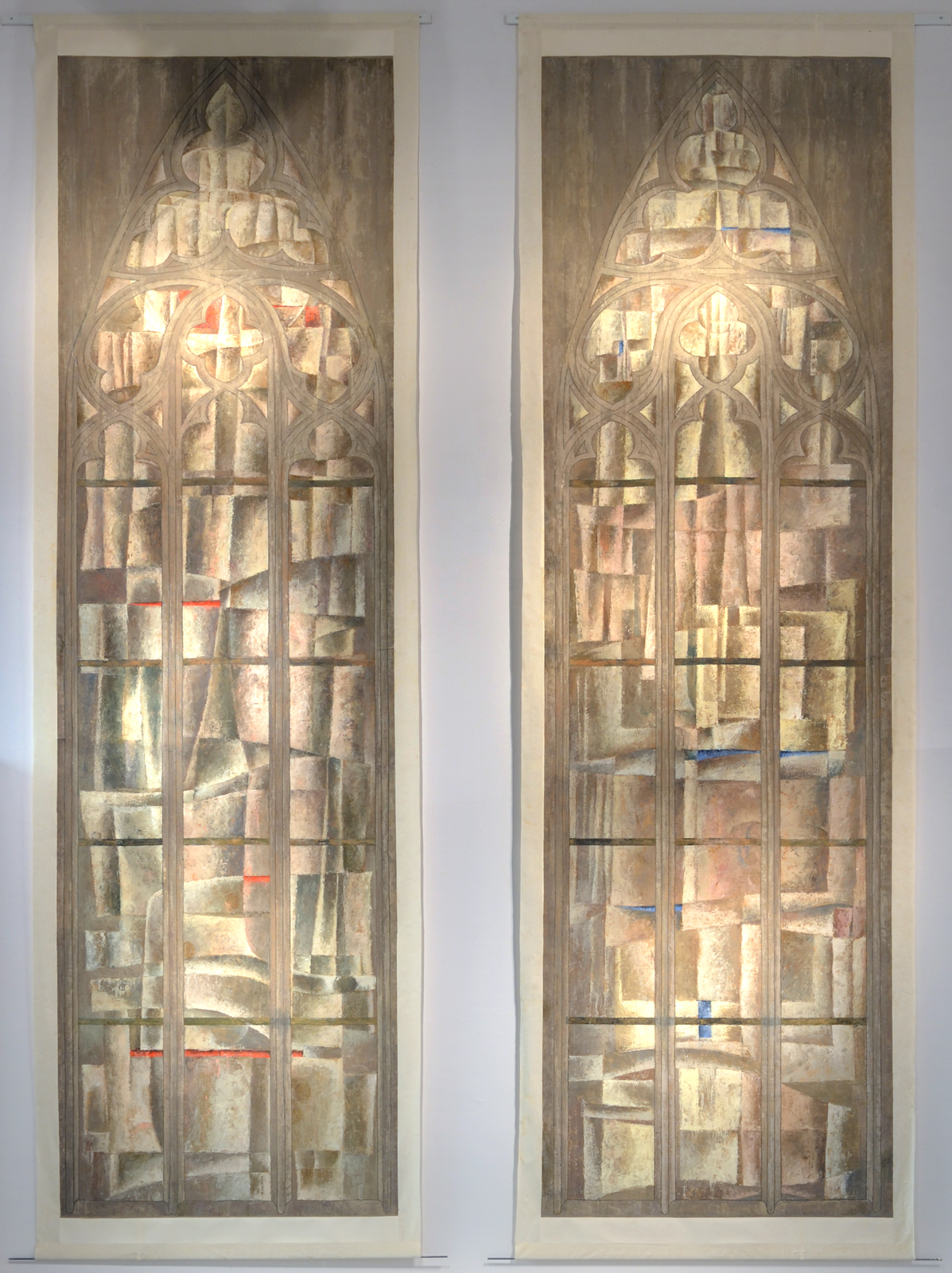
Stanislav Libenský, Studie oken pro Kapli sv. Václava v Katedrále sv. Víta, 1964
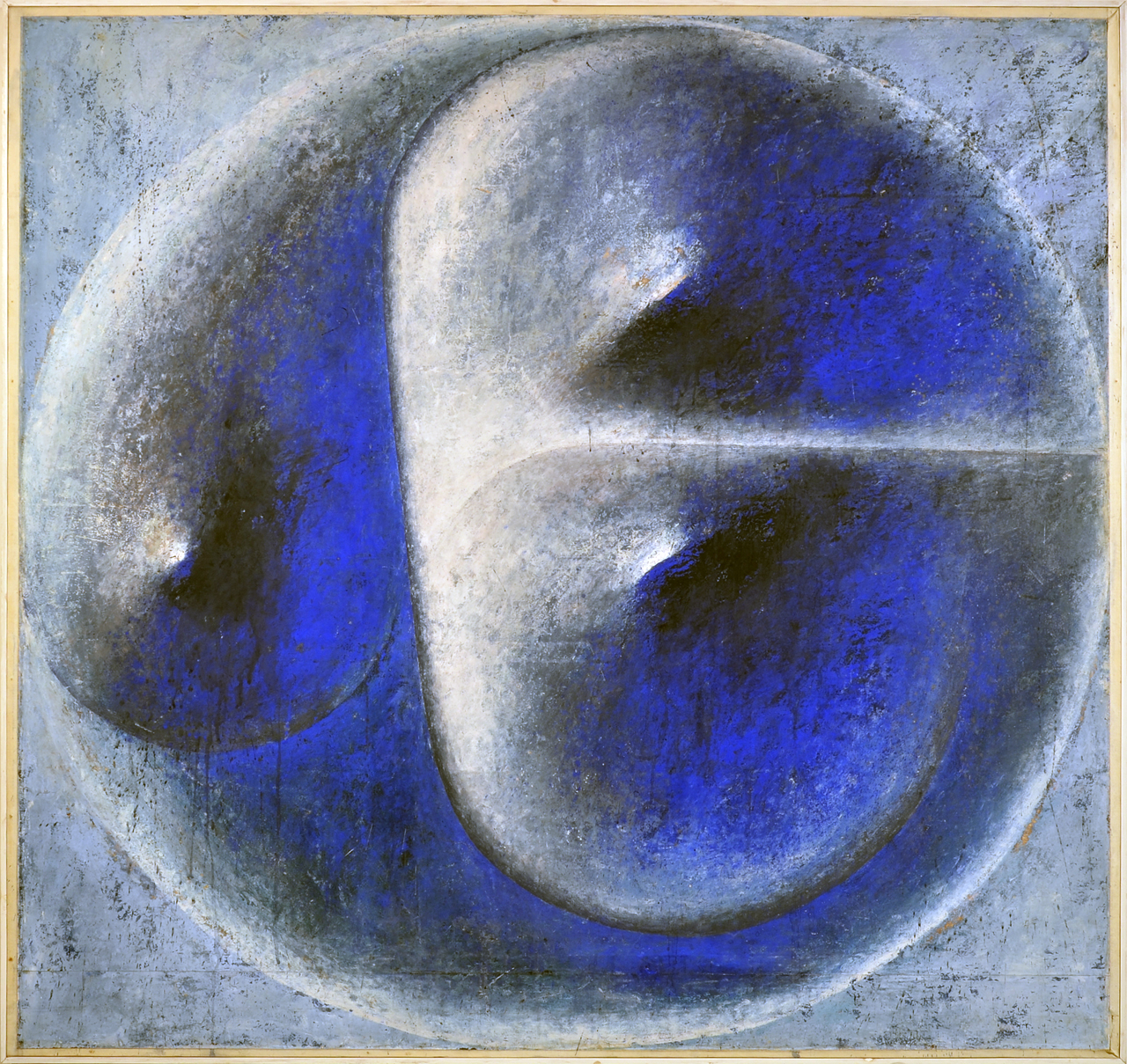
Stanislav Libenský, Modrá konkrece, 1966
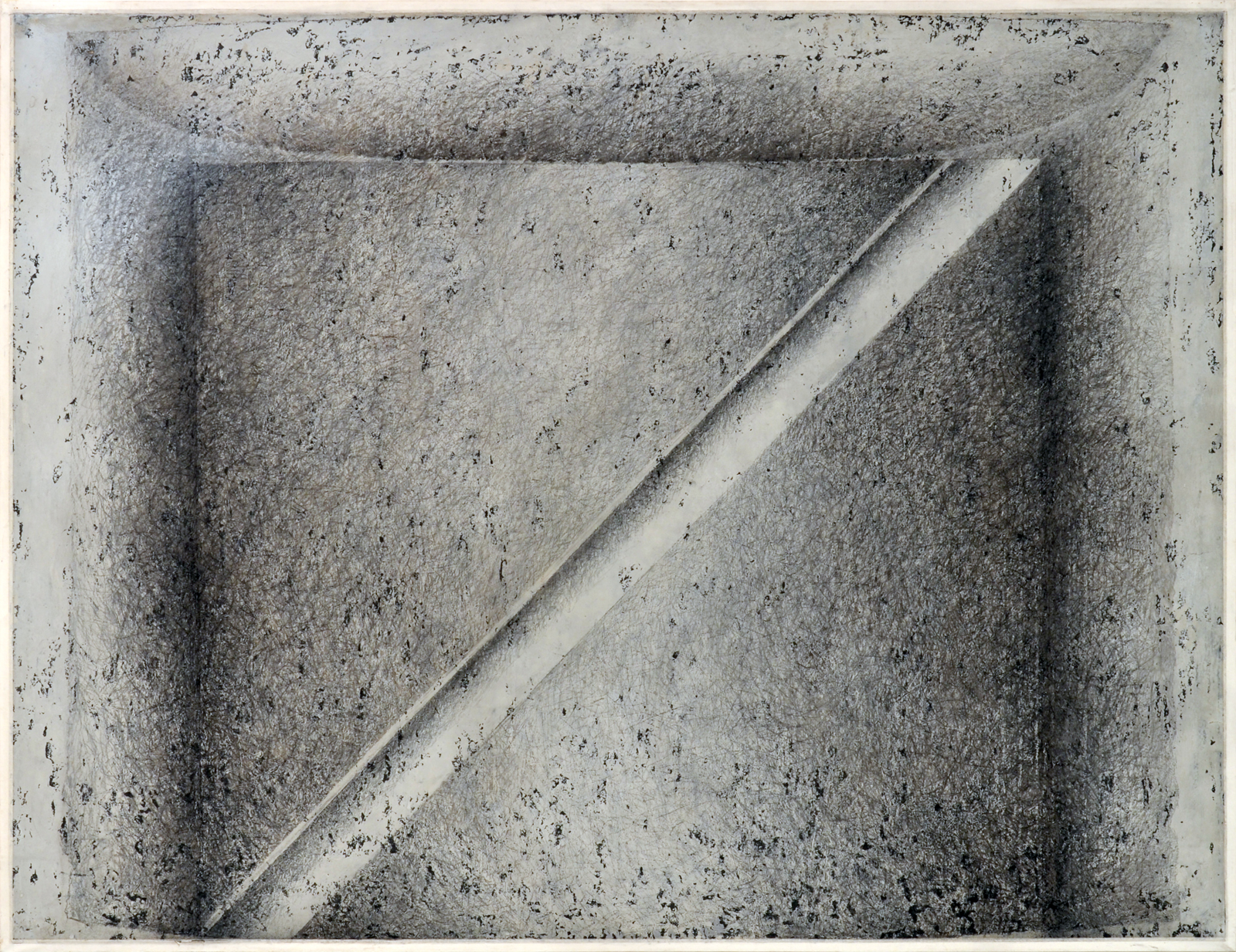
Stanislav Libenský, Kresba, 1998
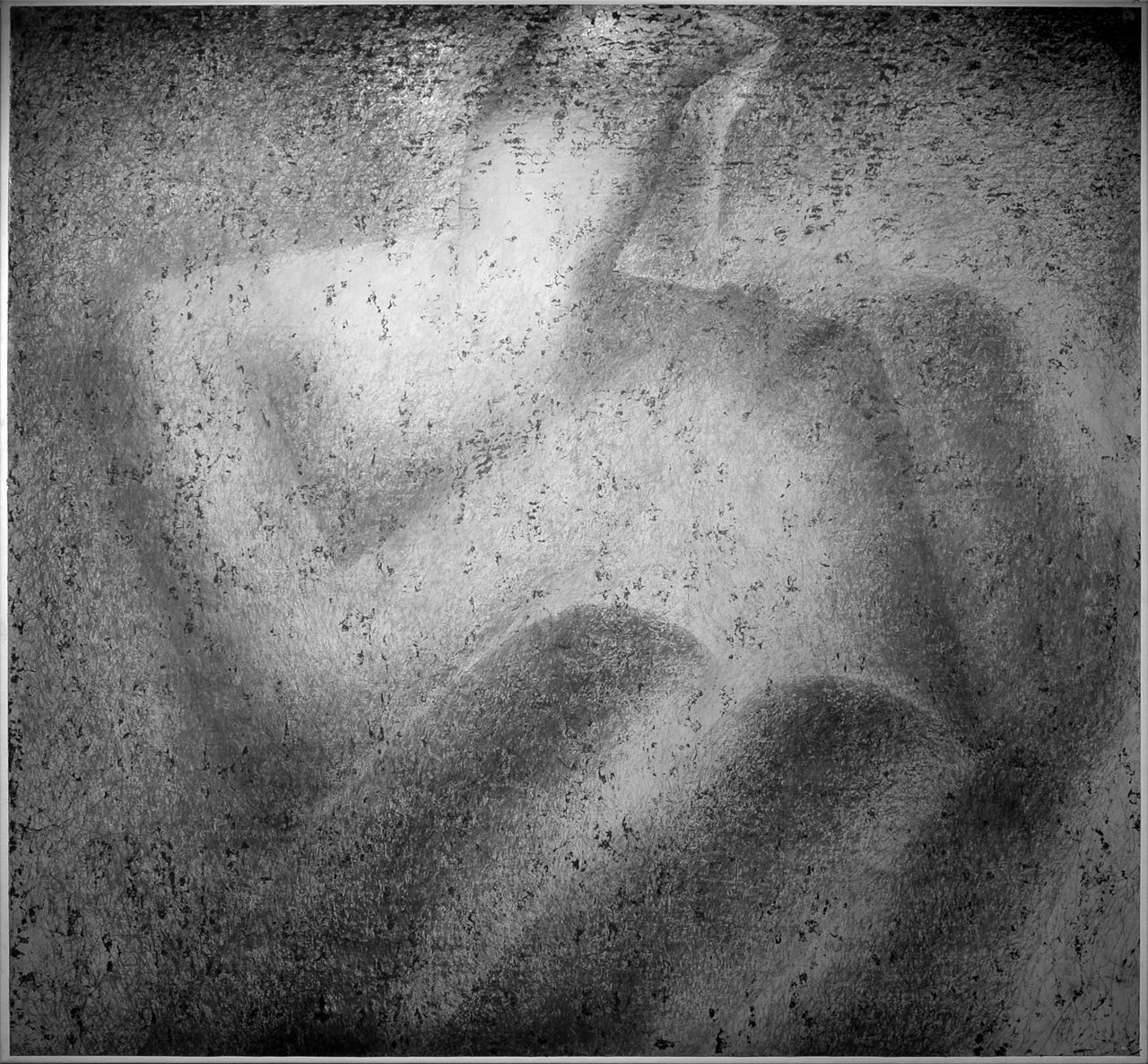
Stanislav Libenský, Kresba, 2000
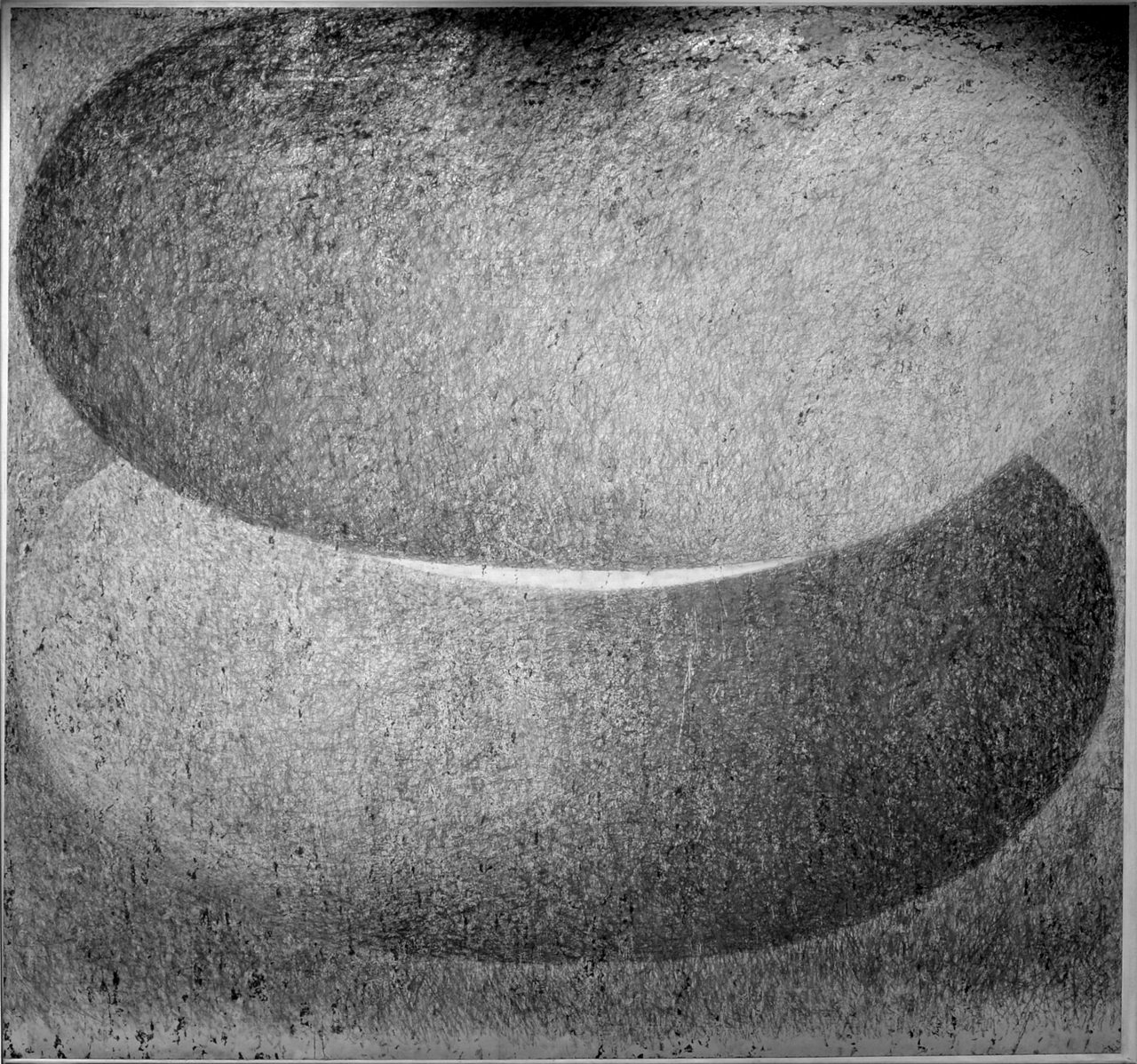
Stanislav Libenský, Kresba (2), 2000
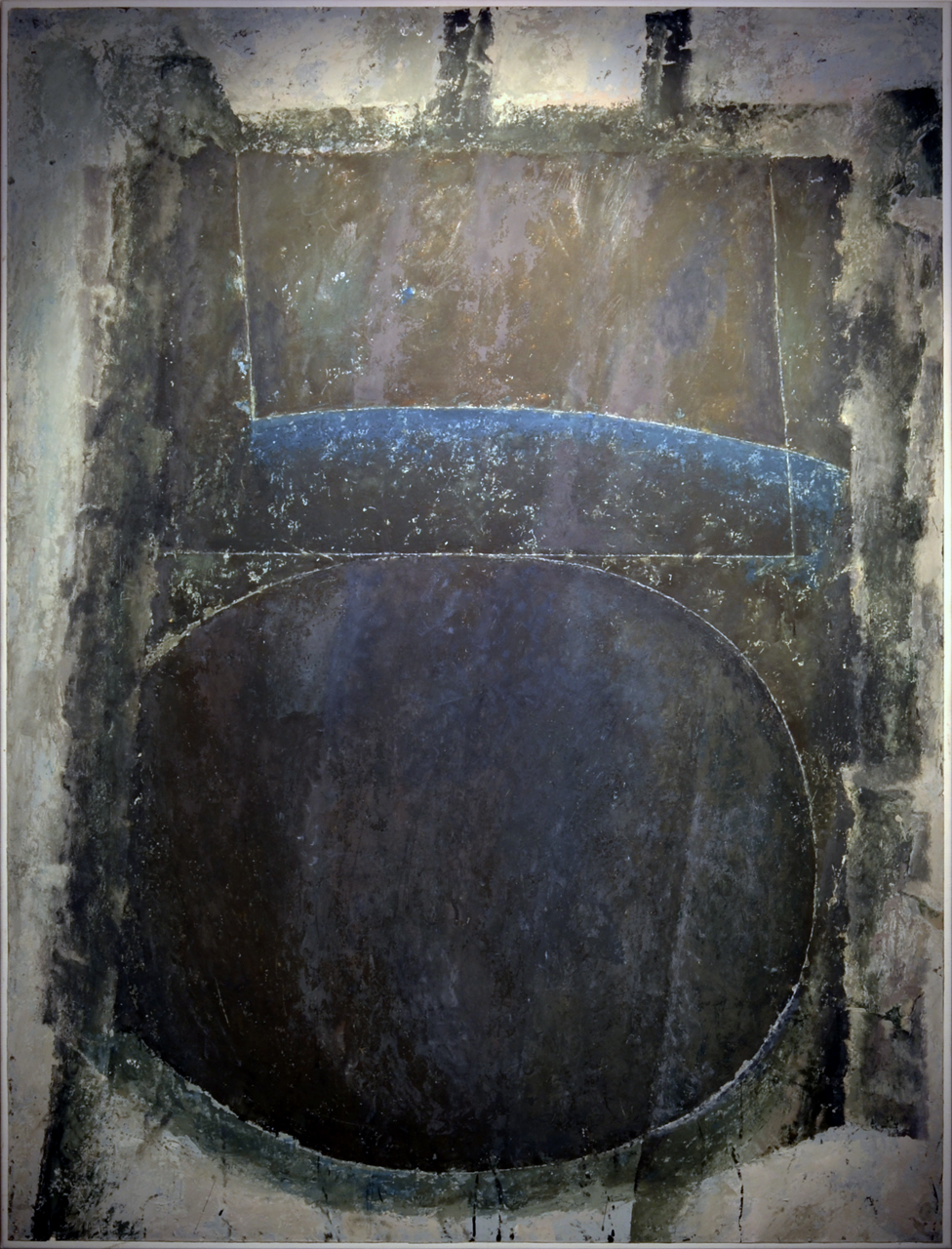
Stanislav Libenský, Modrá kompozice, nová verze, 2001

### Sklo (s Jaroslavou Brychtovou)

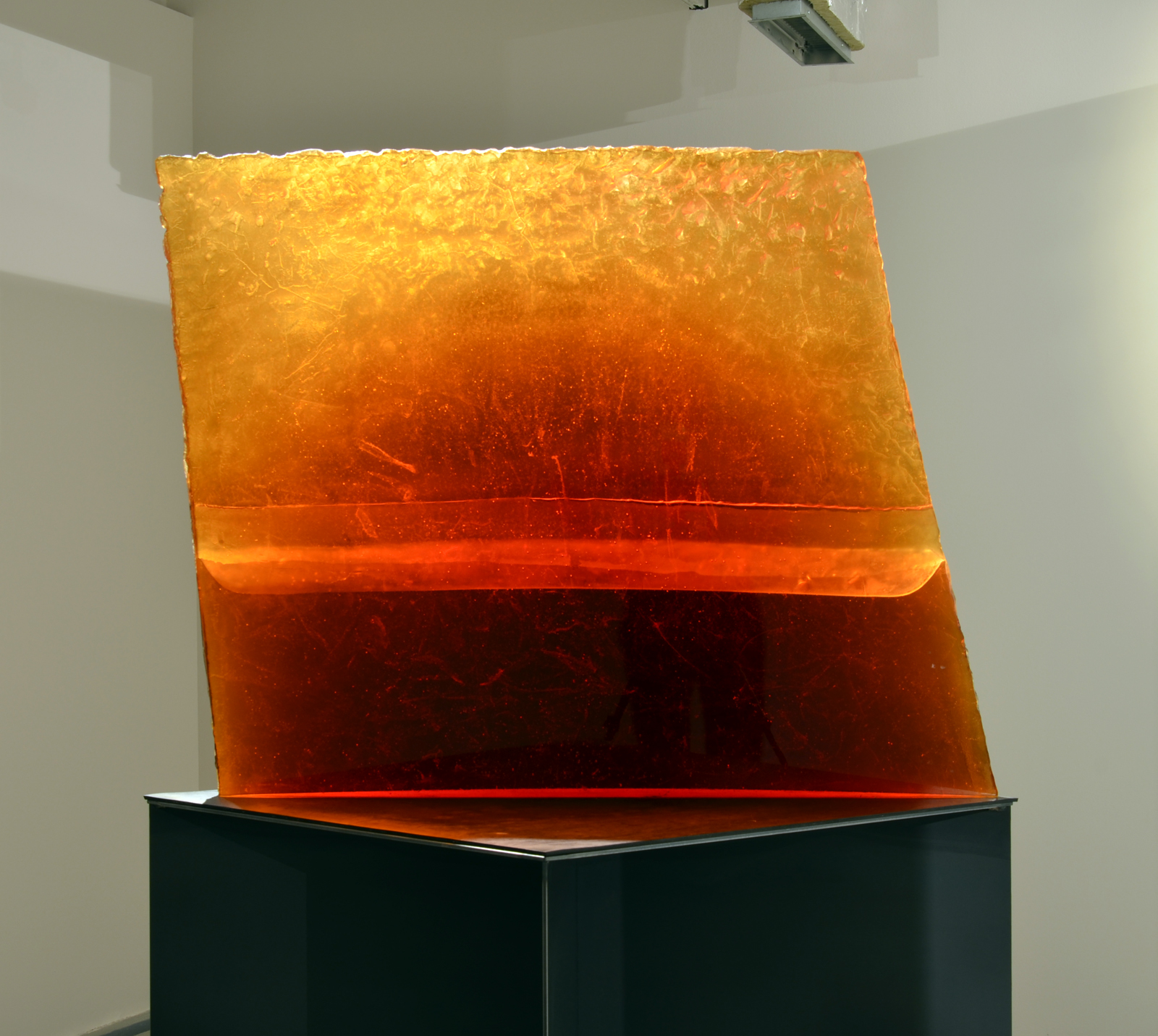
Stanislav Libenský, Jaroslava Brychtová, Horizont, 1992
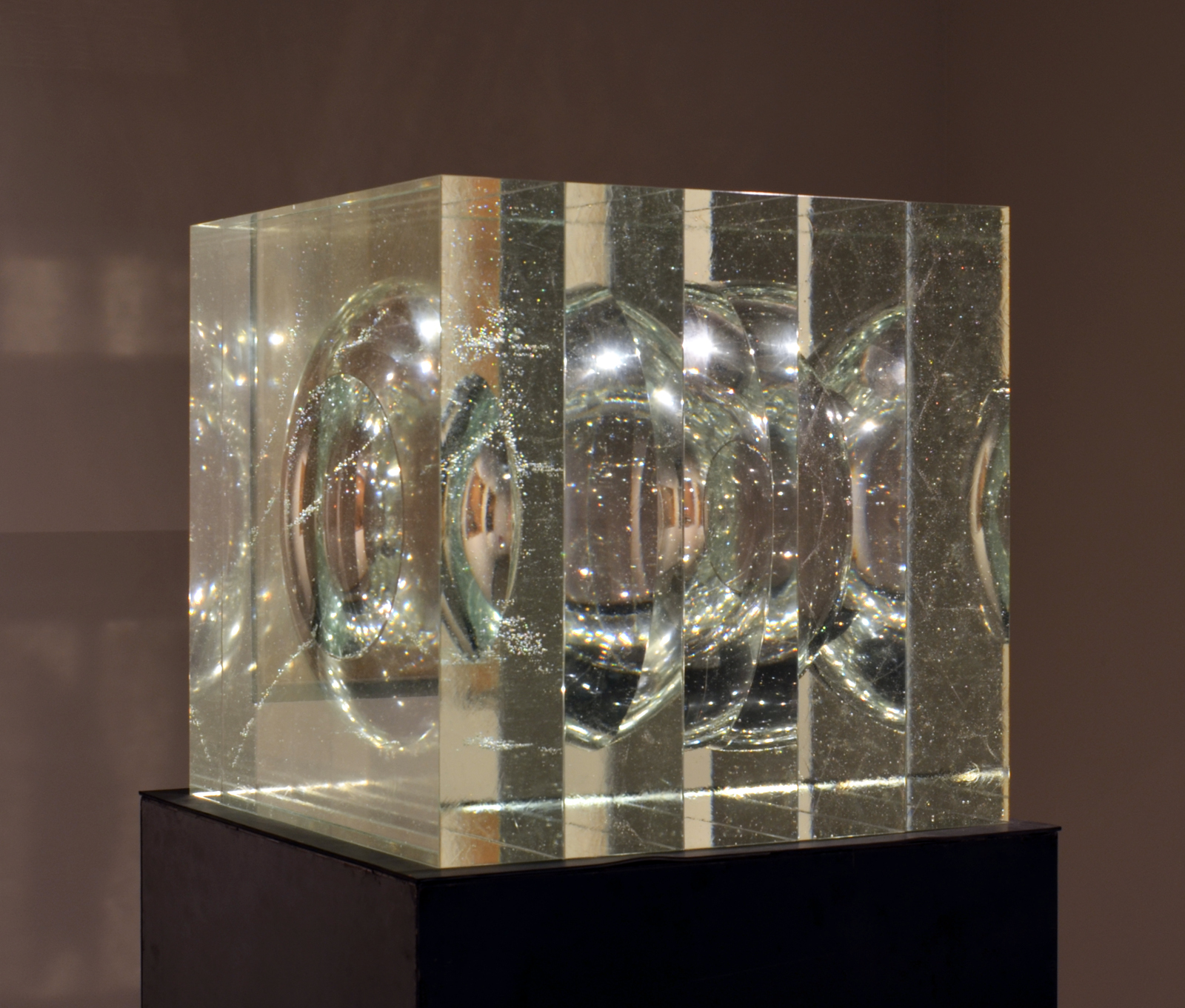
Stanislav Libenský, Jaroslava Brychtová, Koule v krychli, 1990
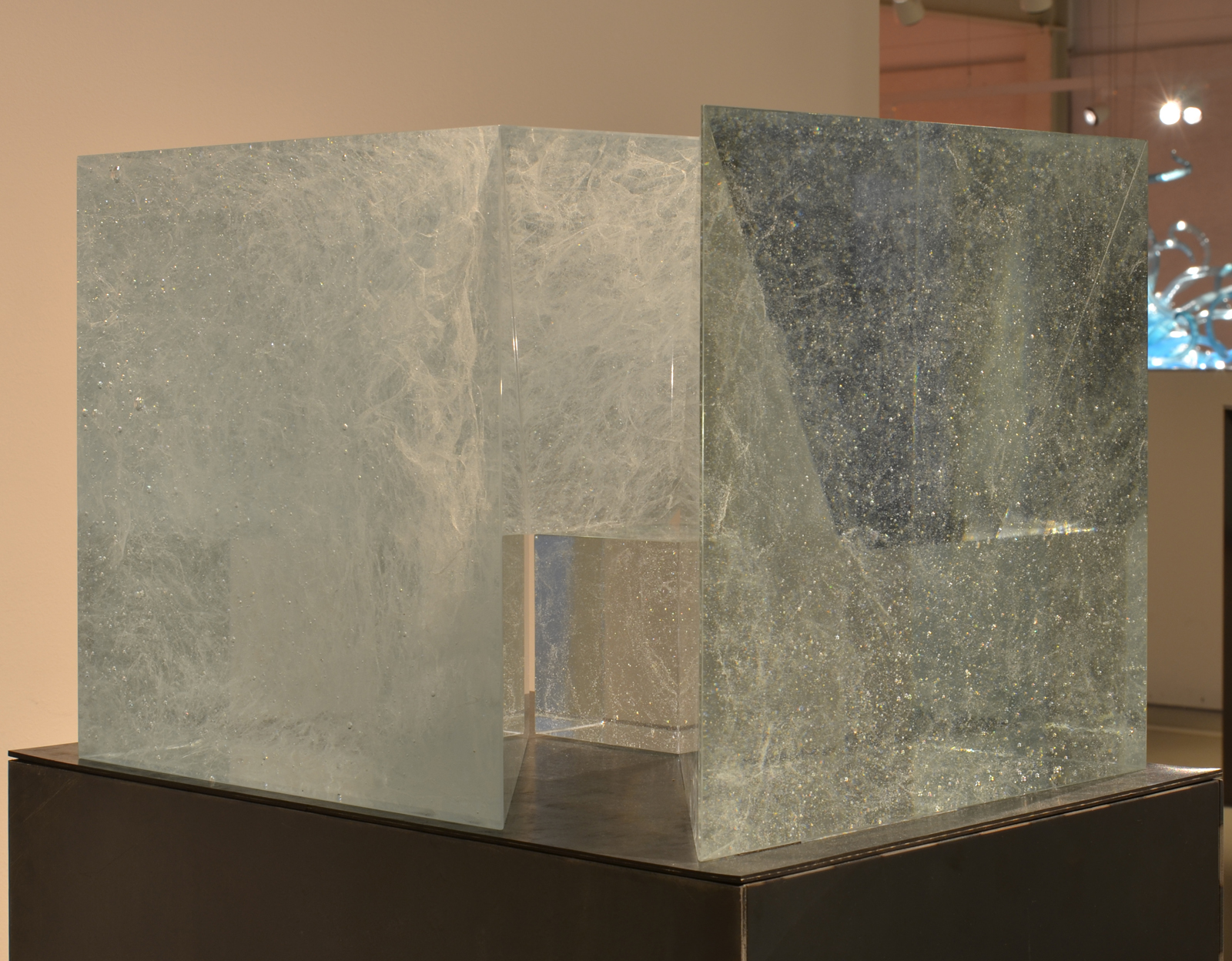
Stanislav Libenský, Jaroslava Brychtová, Krychle v krychli, 1983
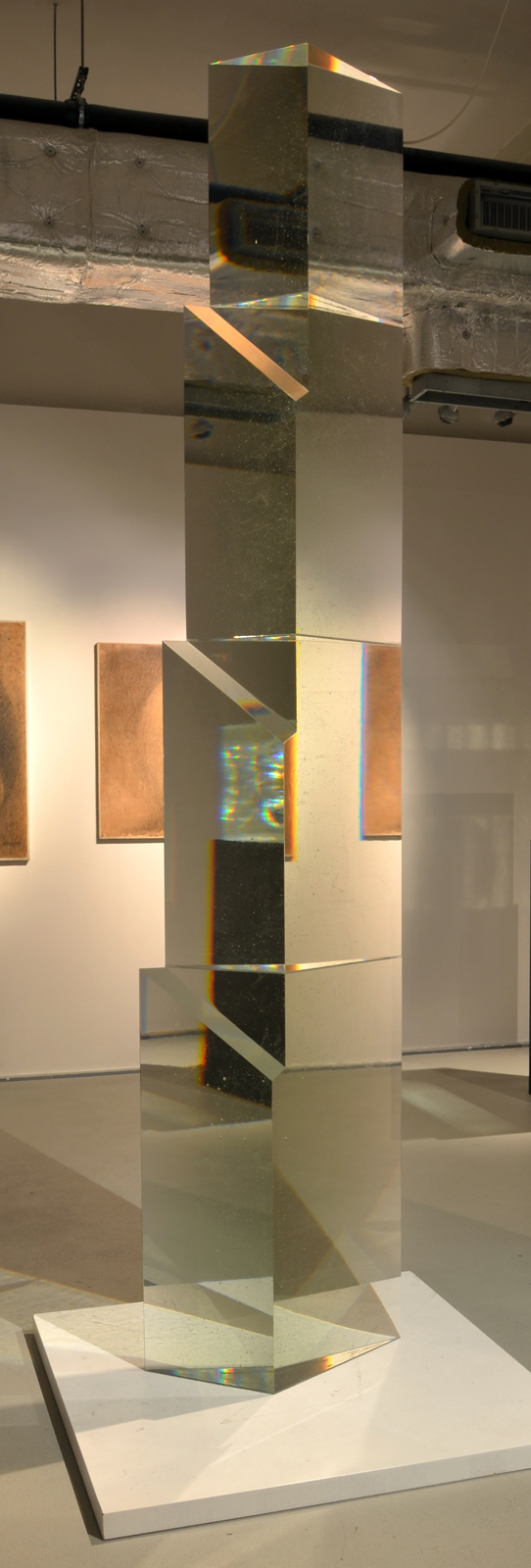
Stanislav Libenský, Jaroslava Brychtová, Sloup 3V (Victory), 1989-1990
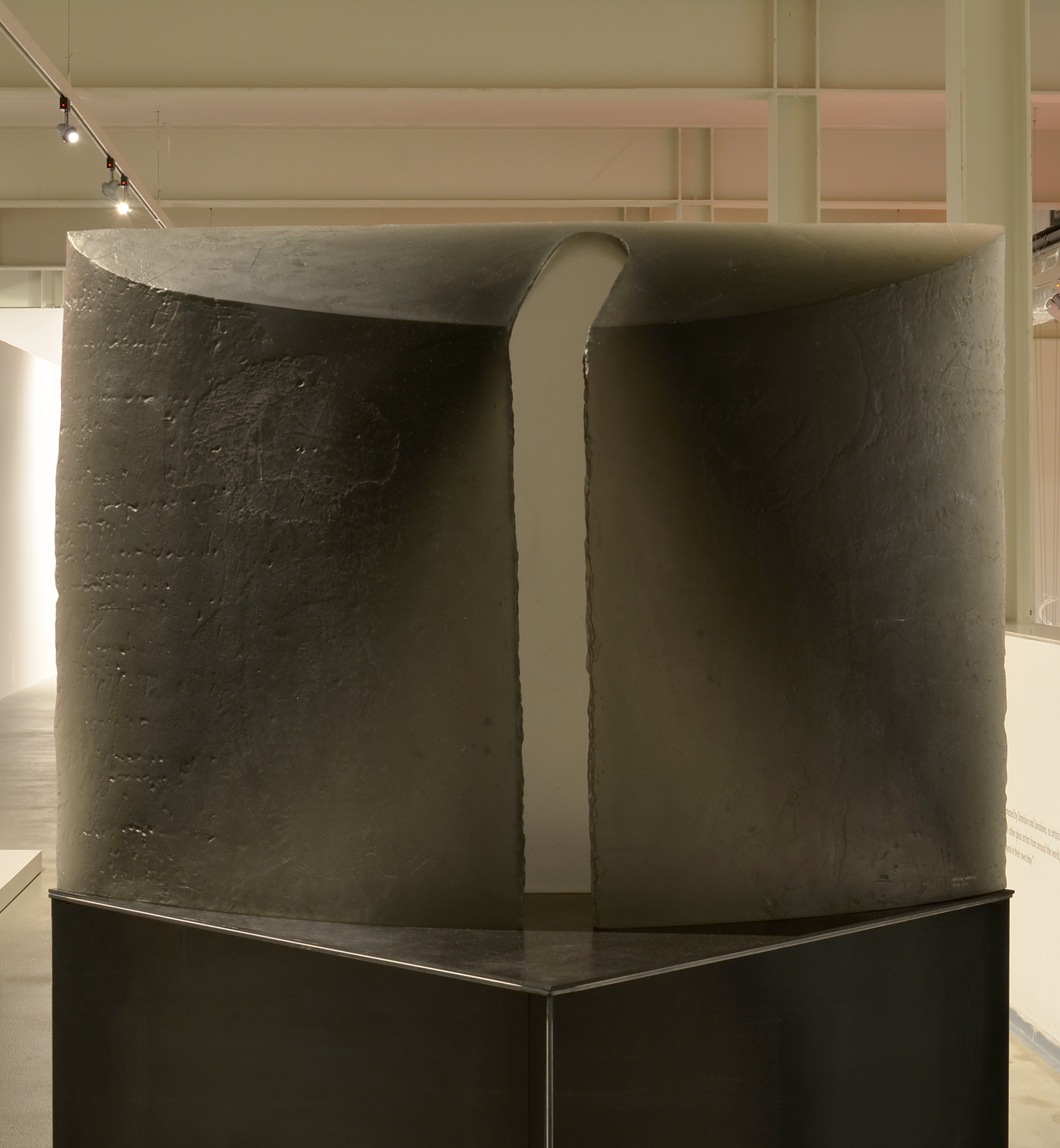
Stanislav Libenský, Jaroslava Brychtová, Rubáš II, 1997
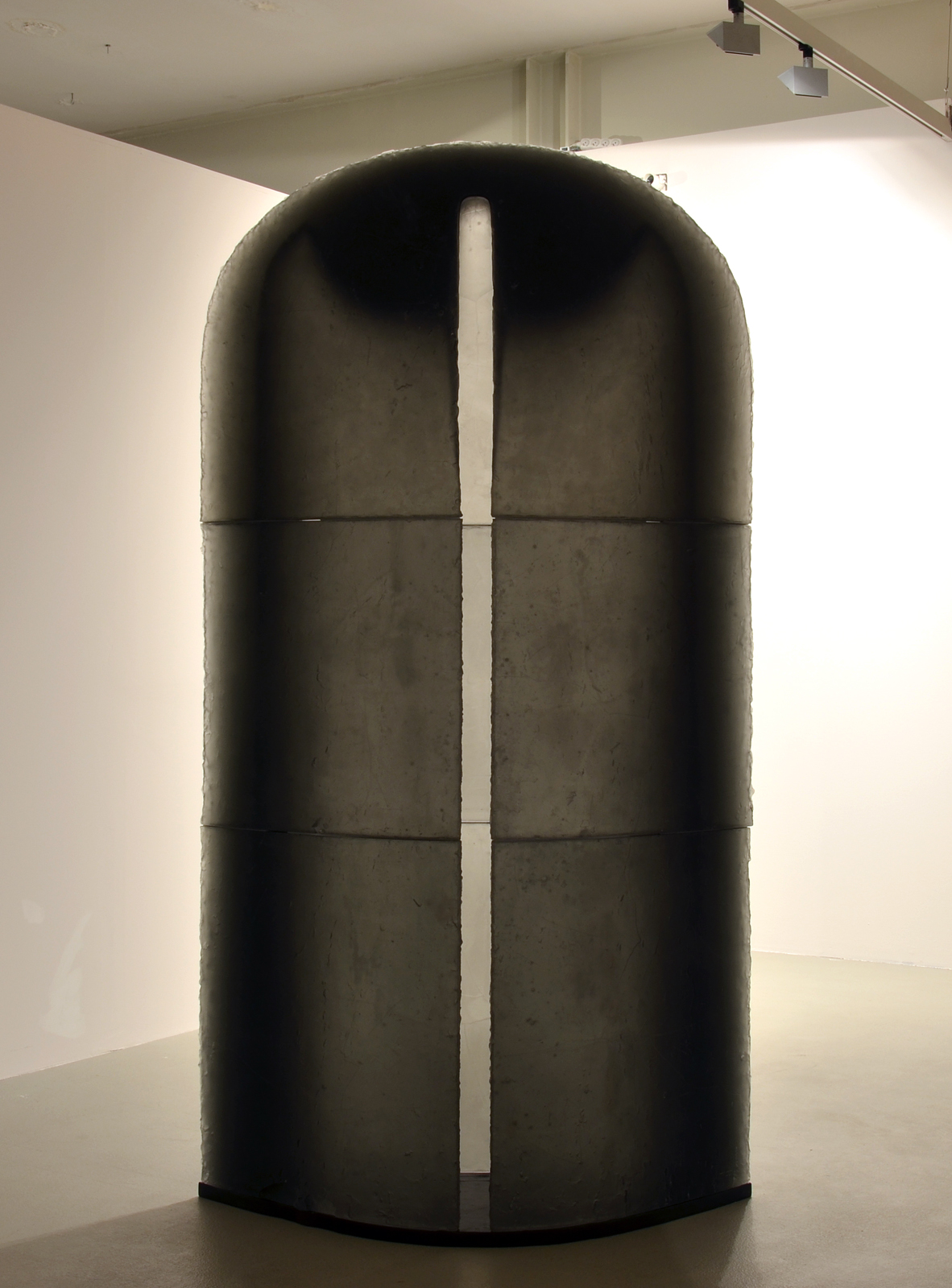
Stanislav Libenský, Jaroslava Brychtová, Velký otisk anděla II, 1999
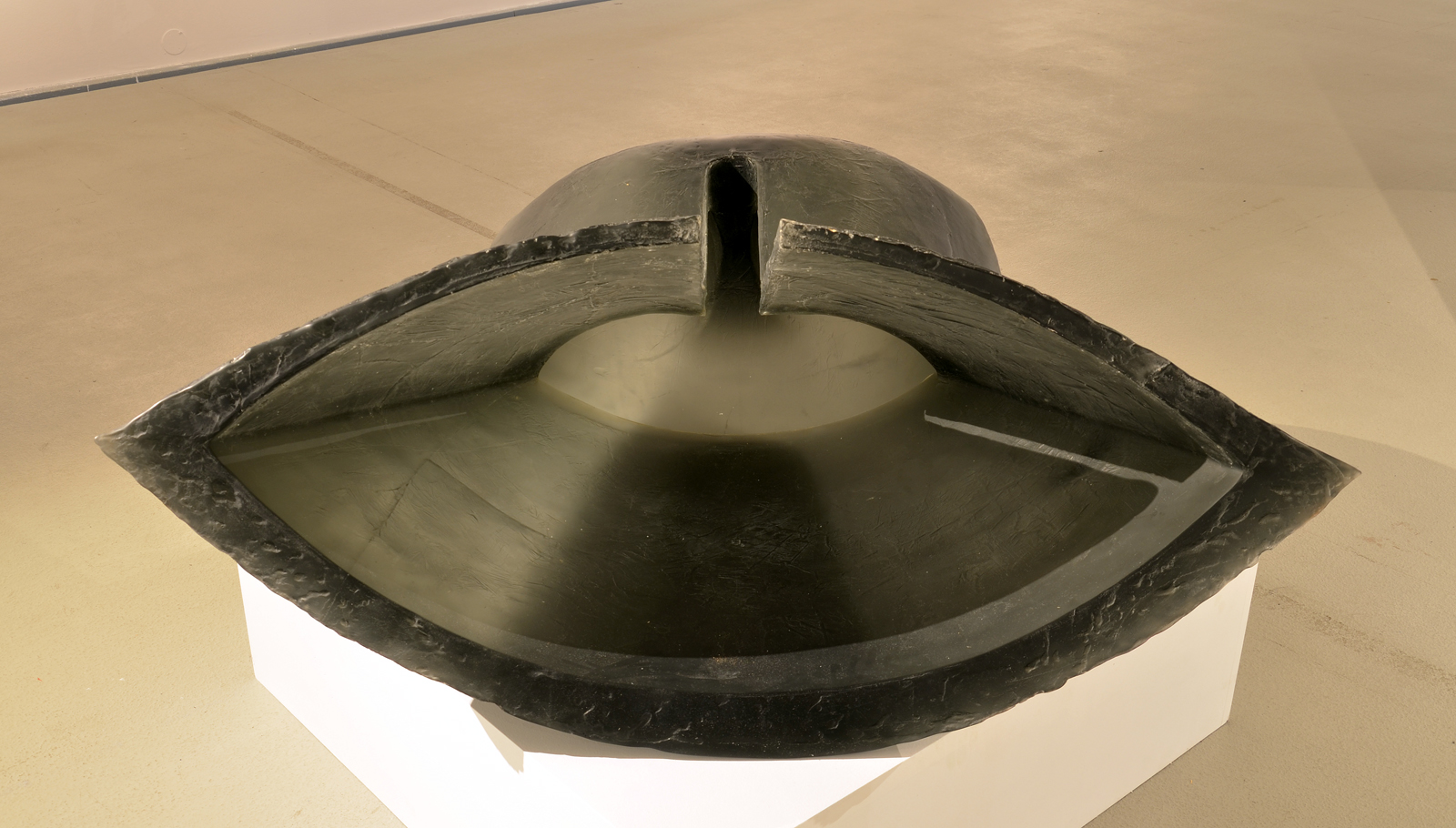
Stanislav Libenský, Jaroslava Brychtová, Ležící, 1999-2000
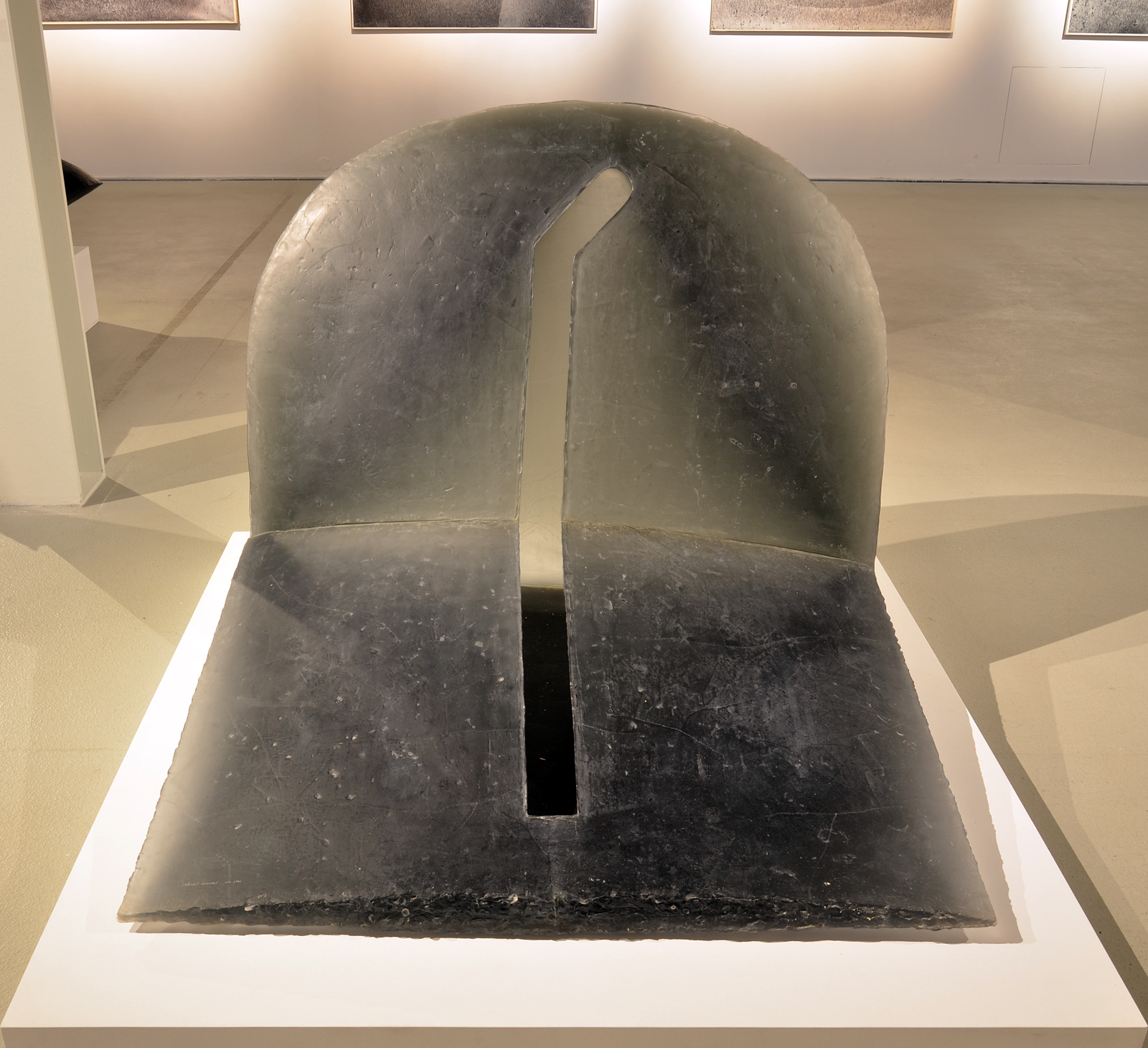
Stanislav Libenský, Jaroslava Brychtová, Sedící, 2001-2002
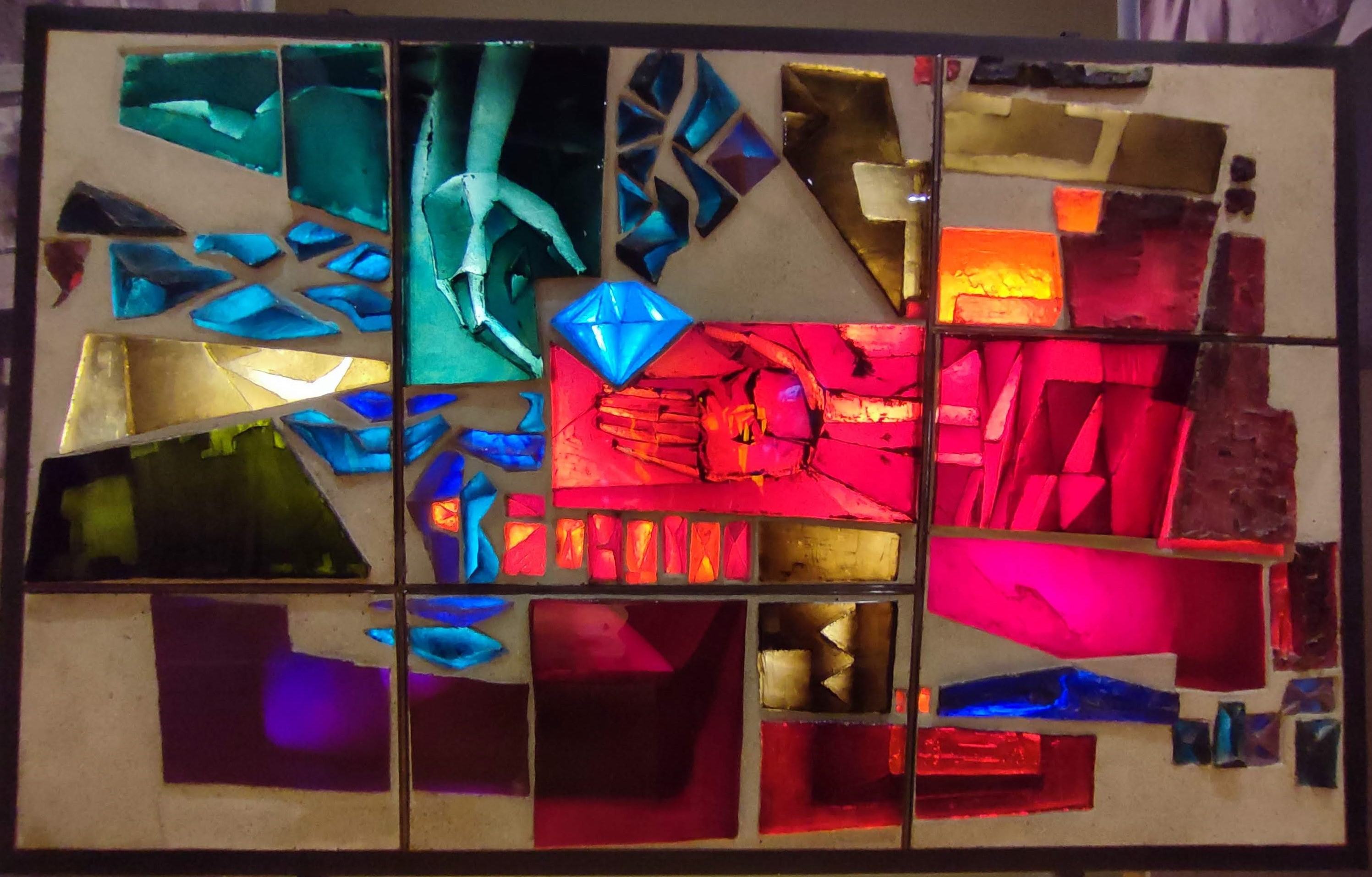
Stanislav Libenský, Jaroslava Brychtová, Vitráž, UPM